# Де Ионг, Хендрик
Хендрик де Ионг (нидерл. Hendrik de Iongh, 4 августа 1877 — 9 августа 1962) — нидерландский офицер, спортсмен-фехтовальщик, призёр Олимпийских игр.

## Биография
Родился в 1877 году в Дордрехте. В 1912 году участвовал в Олимпийских играх в Стокгольме, где завоевал бронзовую медаль в командном первенстве на саблях.
Впоследствии Хендрик де Ионг сделал военную карьеру, дослужившись в итоге до звания генерал-майора пехоты.